# Bleu de chèvre
Le bleu de chèvre est un fromage au lait de chèvre à pâte persillée, contrairement à la plupart des pâtes persillées françaises qui sont fabriquées avec du lait de vache ou du lait de brebis,,.